# Algorithme de Wigderson
L'algorithme de Wigderson est un algorithme de coloration de graphe. C'est un algorithme de complexité en temps polynomiale, qui colore avec {\displaystyle O({\sqrt {n}})} couleurs les graphes 3-coloriables. 
Il est dû à Avi Wigderson.

## Description
Cet algorithme s'effectue sur des graphes qu'on sait 3-coloriables. Soit {\displaystyle G=(S,A)} un tel graphe. On note {\displaystyle n} le nombre de sommets de {\displaystyle G.}
1. On prend comme couleur initiale {\displaystyle c=0.}
2. Pour tout {\displaystyle s\in S} non déjà colorié et avec au moins {\displaystyle {\sqrt {n}}} voisins non coloriés : on considère le sous graphe induit par l'ensemble des voisins de {\displaystyle s} pas encore coloriés, et on le 2-colorie avec les couleurs {\displaystyle c} et {\displaystyle c+1.} On ajoute à {\displaystyle c} le nombre de couleurs utilisées.
3. Avec l'algorithme glouton, on colorie le reste des sommets avec des couleurs plus grandes que {\displaystyle c.}

La complexité de l'algorithme de Wigderson est polynomiale en {\displaystyle n} et détermine un coloriage de {\displaystyle G} qui utilise {\displaystyle O({\sqrt {n}})} couleurs.

## Correction de l'algorithme de Wigderson
L'algorithme de Wigderson renvoie bien un coloriage, car l'algorithme glouton et l'algorithme de 2-coloriage sont corrects, et que les sous-graphes considérés dans l'algorithme sont coloriés avec des ensembles de couleur disjoints. 
Si on note {\displaystyle m} le nombre de sommets traités durant le point 2,  alors l'algorithme colorie au moins  {\displaystyle m{\sqrt {n}}}  sommets. On a donc :
{\displaystyle m{\sqrt {n}}\leq n},   i.e    {\displaystyle m\leq {\sqrt {n}}}.
Ainsi le nombre de couleurs utilisées dans le point 2 est d'au plus {\displaystyle 2{\sqrt {n}}}. Ensuite, le degré du sous-graphe induit par les sommets non coloriés à la fin du point 2 est inférieur ou égal à {\displaystyle {\sqrt {n}}-1}. L'algorithme glouton utilise donc au plus {\displaystyle {\sqrt {n}}}  couleurs pour colorier le reste des sommets. Ainsi, le nombre de couleurs utilisées est d'au plus {\displaystyle 3{\sqrt {n}}}, il est donc en  {\displaystyle O({\sqrt {n}})}.

## Exemple
Le graphe suivant est 3-coloriable :

Graphe 3-coloriable

### Application de l'étape 2
Le sommet {\displaystyle 4} a 4 voisins non coloriés : on les 2-colorie, puis on fait de même pour les 4 voisins non coloriés du sommet {\displaystyle 6}.
Après ces opérations, il n'y a plus de sommet non colorié avec au moins {\displaystyle {\sqrt {12}}} voisins non coloriés.

Étape 2 de l'algorithme de Wigderson

### Application de l'étape 3
On applique l'algorithme glouton aux sommets restants.

Étape 3 de l'algorithme de Wigderson

## Histoire
L'algorithme a été publié en 1983 par Avi Wigderson.